# Извоареле (Марамуреш)
Извоареле (рум. Izvoarele) насеље је у Румунији у округу Марамуреш у општини Чернешти. Oпштина се налази на надморској висини од 617 m.

## Становништво
Према подацима из 2002. године у насељу је живело 49 становника, од којих су сви румунске националности.